# Kats
Kats (51° 34′ N, 3° 53′ L) é uma cidade dos Países Baixos, na província de Zelândia. Kats pertence ao município de Noord-Beveland, e está situada a 20 km, a leste de Middelburg.
Em 2001, a cidade de Kats tinha 286 habitantes. A área urbana da cidade é de 0.072 km², e tem 162 residências. 
A área de Kats, que também inclui as partes periféricas da cidade, bem como a zona rural circundante, tem uma população estimada em 430 habitantes.